# Luftseilbahn Handeck–Gerstenegg
Die Luftseilbahn Handeck–Gerstenegg in der Schweiz ist eine der vier Seilbahnen der Kraftwerke Oberhasli, die fahrplanmässig für die Öffentlichkeit verkehren.

## Lage
Die Fahrt führt von der Handeck (1310 m) in elf Minuten zur Gerstenegg (1710 m) am Fusse der Räterichsbodenstaumauer.

## Geschichte
Die Pendelbahn für 51 Personen ergänzte ab 1974 die parallele, ältere 6-Personen-Bahn aus dem Jahr 1953. Ihre Existenz verdankt sie dem Bau des unterirdischen Pumpspeicherkraftwerks Grimsel 2.

## Nutzung
Mit der Luftseilbahn gelangen Skitourenfahrer ins Grimselgebiet. Die Passstrasse kann im Winter im Abschnitt Guttannen – Handeck nur mit einer Bewilligung befahren werden. Diese erteilt die Zentrale Leitstelle der KWO telefonisch. Das Postauto fährt, auf Anfrage beim Postchauffeur, die Verlängerung von Guttannen bis Handeck und holt die Tourenfahrer zu einem vereinbarten Zeitpunkt wieder ab. Sobald im Frühjahr die Grimselstrasse bis Gerstenegg geöffnet ist, wird der Bahnbetrieb für die Öffentlichkeit eingestellt.
Im Sommer bleibt die Bahn jeweils nur für innerbetriebliche Zwecke sowie Besuchergruppen in Betrieb. Im öffentlichen Betrieb dürfen maximal acht Personen pro Fahrt mitfahren, da die Bahn nur eine kantonale Konzession besitzt. Neben den beiden Kabinen stehen auch zwei Lastbarellen mit bis zu 8 Tonnen Nutzlast zur Verfügung.

## Technische Daten
- Streckenlänge: 3158 m
- Höhendifferenz: 400 m
- Fahrgeschwindigkeit: 6 m/s
- Fahrzeit: 12 min
- Personenkapazität: 250 P/h

## Geplanter Ersatz durch Stollen
Die Luftseilbahn soll durch einen ganzjährig befahrbaren Stollen ersetzt werden. Die Bauarbeiten dafür begannen im Herbst 2009. Der Bahnbetrieb soll im April 2025 eingestellt werden.

## Fussnoten
1. ↑  6-PB Handeck – Gerstenegg. In: Bergbahnen.org. 20. November 2013.
2. ↑  Transport ab Winter 2025/2026. Kraftwerke Oberhasli AG, Innertkirchen, 2024, abgerufen am 13. Dezember 2024.

Koordinaten: 46° 37′ 0,6″ N, 8° 18′ 25,7″ O; CH1903: 666526 / 163209